# Роббинс, Хорас Уолкот
Хорас Уолкот Рорббинс (англ. Horace Wolcott Robbins; 1842, Мобил, Алабама — 1904, Нью-Йорк) — американский художник-пейзажист, мастер акварельной графики.

## Жизнь и творчество
Родился в Алабаме, родители были родом из Коннектикута. Отец художника был одним из первых сквоттеров-переселенцев с севера страны на эти территории. Когда Хорасу было шесть лет, семья перебралась в Балтимору, Мэриленд. Здесь юноша поступает в местный университет Ньютона, и начинает брать уроки рисования у жившего в Балтиморе немецкого художника-пейзажиста Августа Вейденбаха. В 1859 году Роббинс уже в Нью-Йорке, где обучается у шотландского живописца Джеймса Макдугал Гарта. В 1860 году Роббинс оканчивает курс в университете Ньютона и открывает собственное художественное ателье. Во время Гражданской войны в США молодой человек служит в армии северян, в 22-м Нью-Йоркском полку. Участник сражения при Харперс-Ферри в 1862 году.
Хорас У.Роббинс был членом общества Сенчюри Ассоциэйшн с 1863 года и ассоциированным членом Национальной академии дизайна с 1864. Работы его выставлялись в пенсильванской Академии изящных искусств в Филадельфии (в 1862-1864 годах), в Ассоциации искусств Бостона и в бруклинской Художественной ассоциации. В 1865 году Роббинс совершает поездку на Ямайку и по вест-Индии, а затем уезжает в Европу, живёт в Анеглии, Голландии и во Франции. В Париже художник берёт уроки у Теодора Руссо. В Париже он также сочетается браком с Мэри Фелпс, уроженкой Коннектикута, как и его родители. В 1866 Роббинс едет в Швейцарию, затем возвращается в Париж, где работает в открытой им там студии. В 1867 году художник вернулся в Нью-Йорк, где пишет затем от семи до восьми пейзажей ежегодно. После возвращения в Америку он проводит летнее время в долине Фармингтон-Велли в Коннектикуте, рисует местные реки и леса. Свою новую мастерскую он открывает также в горах Арондинак недалеко от Нью-Йорка, где также жил и работал его друг и учитель Джеймс М.Гарт.
Х.У.Роббинс был членом Американского общества художников-акварелистов и Нью-Йоркского клуба гравюры. В 1878 он становится постоянным членом Национальной академии дизайна и в 1882 году - его секретарём. Был куратором нью-йоркской Женской школы художественного дизайна и позднее - музея Метрополитен.

## Труды
Хорас У.Роббинс писал преимущественно акварельные пейзажи, однако известны и его картины, сделанные масляными красками. Основными сюжетами его были горные и пасторальные сельские ландшафты, холмы и поля, пересекаемые современными ему дорогами.

Некоторые работы
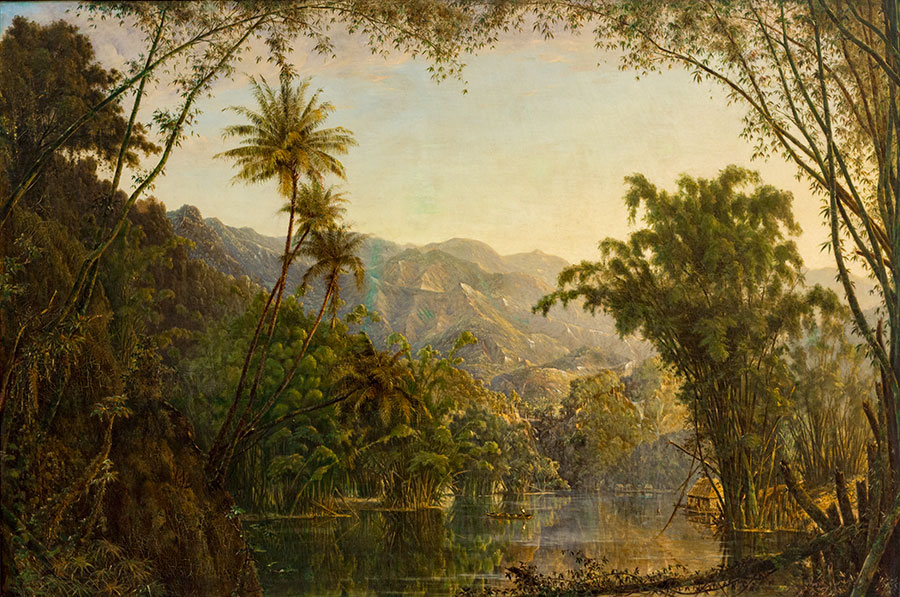
Пэйсайе (1865)
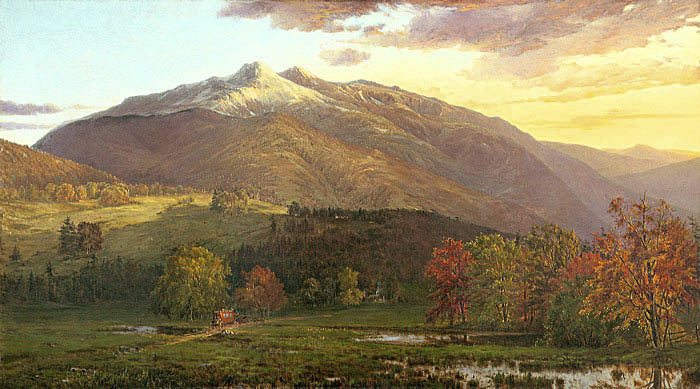
Горы Мэдисон и Адамс (1863–1865)
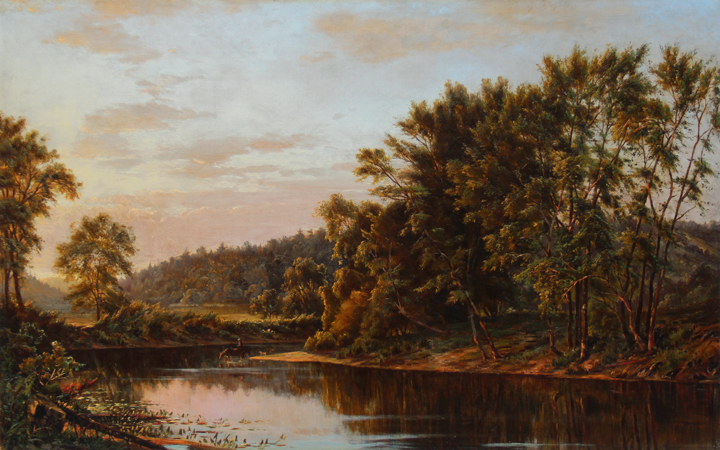
Вдоль реки
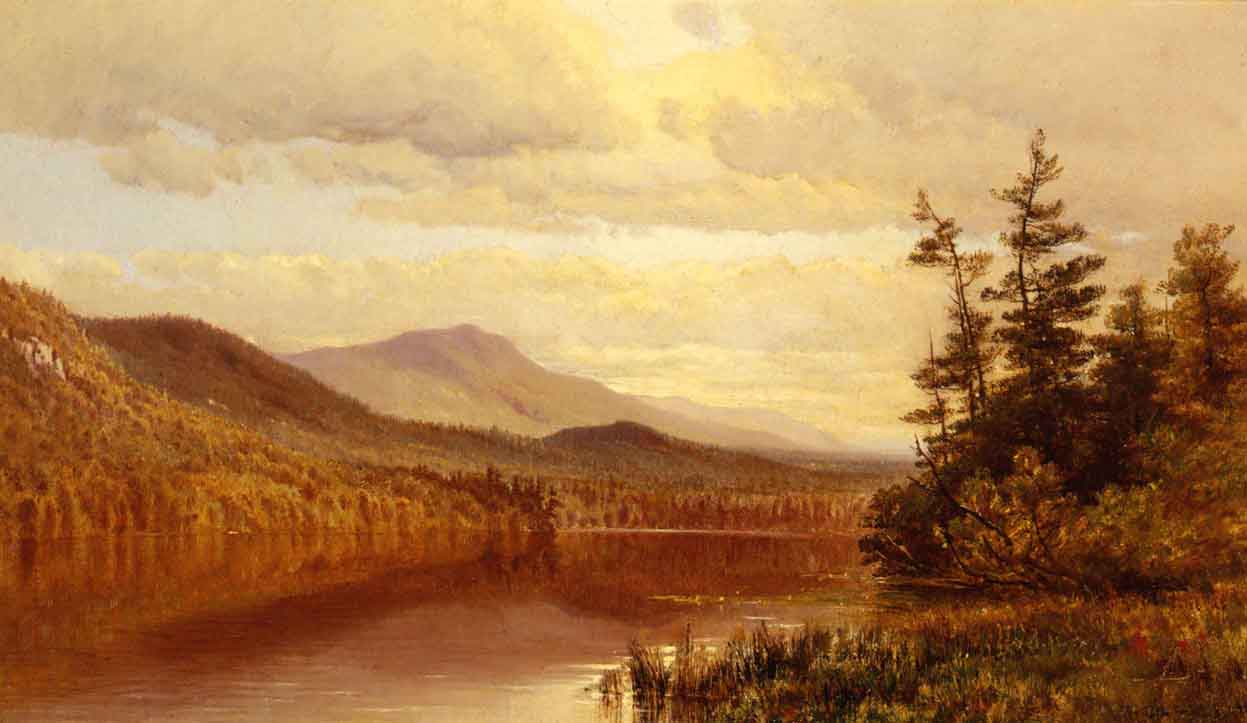
Гора Вольф-Джем (1863)
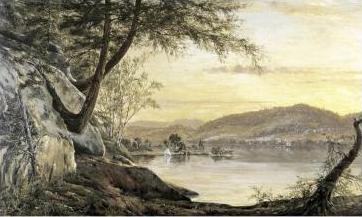
Закат на озере